# 野中万寿夫
野中 万寿夫（のなか ますお、1960年7月17日 - ）は日本で活動するミュージカル俳優である。栃木県塩谷郡高根沢町出身。劇団四季所属。愛称はマッシュ。

## 来歴
玉川大学芸術学部卒業後1984年に劇団四季オーディションに合格し入団。翌1985年にキャッツで初出演を果たす。1987年に初演を迎えた夢から醒めた夢ではやくざ役オリジナルキャストとして出演している。その後も数多くの舞台出演を重ね、2016年6月8日にはノートルダムの鐘製作発表に参加している。

## 人物
四季が上演するディズニー作品においてヴィランズを演じる事が多く、過去にスカー、ガストン、フロロー、ジャファーを演じている。その他作品においても悪役を演じることが多い。

## 主な出演作品
- キャッツ（マンカストラップ、マキャヴィティ、タンブルブルータス）
- 冒険者たち（ヨイショ）
- ドリーミング（アンサンブル）
- 嵐の中の子どもたち（ボブ）
- ウェストサイド物語（ディーゼル）
- 夢から醒めた夢（やくざ、デビル）
- 35ステップス
- はだかの王様（運動大臣アロハ）
- 人間になりたがった猫（スワガード）
- ジーザス・クライスト・スーパースター（アンサンブル）
- 美女と野獣（ガストン）
- ライオン・キング（スカー）
- マンマ・ミーア!（ビル・オースティン）
- ノートルダムの鐘（フロロー）
- ロボット・イン・ザ・ガーデン (ボリンジャー)
- アラジン (ジャファー)
- ゴースト&レディ（ジョン・ホール）
- バック・トゥ・ザ・フューチャー（ドク）